# 타키자와 아스카
타키자와 아스카(일본어: 滝沢あすか, 한국명 : 홍나래)는 도에이 애니메이션에서 제작한 애니메이션 트로피컬 루즈! 프리큐어에 등장하는 인물이다. "헤어"가 매력 포인트인 큐어 플라밍고(キュアフラミンゴ Cure Flamingo[*])로 변신한다. 애니메이션 성우는 일본판은 세토 아사미, 한국판은 김보민이다.

## 프로필
| 타키자와 아스카      | 타키자와 아스카         |
| -------------------- | ----------------------- |
| 성별                 | 여자                    |
| 생일                 | 10월 15일               |
| 나이                 | 16세                    |
| 신분                 | 학생                    |
| 포지션               | 주연                    |
| 변신체               | 큐어 플라밍고           |
| 상징색               | 빨간색                  |
| 등장 프리큐어 시리즈 | 트로피컬 루즈! 프리큐어 |

## 상세
운동신경이 뛰어난 정의감 넘치는 중학교 3학년생이다. 얼핏 보면 쿨하고 다가가기 힘들지만 후배를 잘 챙기는 언니같은 타입이며 실은 귀여운 동물 게임이나 요리가 자신있는 등 의외의 일면도 있다.

## 큐어 플라밍고
"펄럭이는 날개! 큐어 플라밍고!"(はためく翼! キュアフラミンゴ!)
등장시 기본/테마 색은 빨간색이며, 이름의 여원은 플라밍고를 뜻하는 영단어 플라밍고(Flamingo)이다.
특징
붉은색으로 길게 뻗은 장발에 하늘색 브릿지가 들어가 있다. 붉은색 머리핀과 흰색 소매의 디자인이 날개를 연상시키며 연두색과 노란색이 포인트 컬러로 사용된 붉은색 세일러복 의상에 망사형 오버 니 삭스와 빨간색 니 부츠를 신고 있다. 화장 부위는 머리카락이다.
사용 기술
- 프리큐어 날아라 플라밍고 스매시

## 기타
- 프리큐어 시리즈에서 최초로 단독으로 등장한 중3 프리큐어이다. 그 동안 중3 프리큐어들은 친구와 함께 등장한 경우가 있었다.(큐어 민트 & 큐어 아쿠아, 큐어 솔레유 & 큐어 셀레네)